# Thomas Horsfield
Thomas Horsfield est un médecin et un  naturaliste américain, né le 12 mai 1773 à Philadelphie et mort le 24 juillet 1859 à Londres.

## Biographie

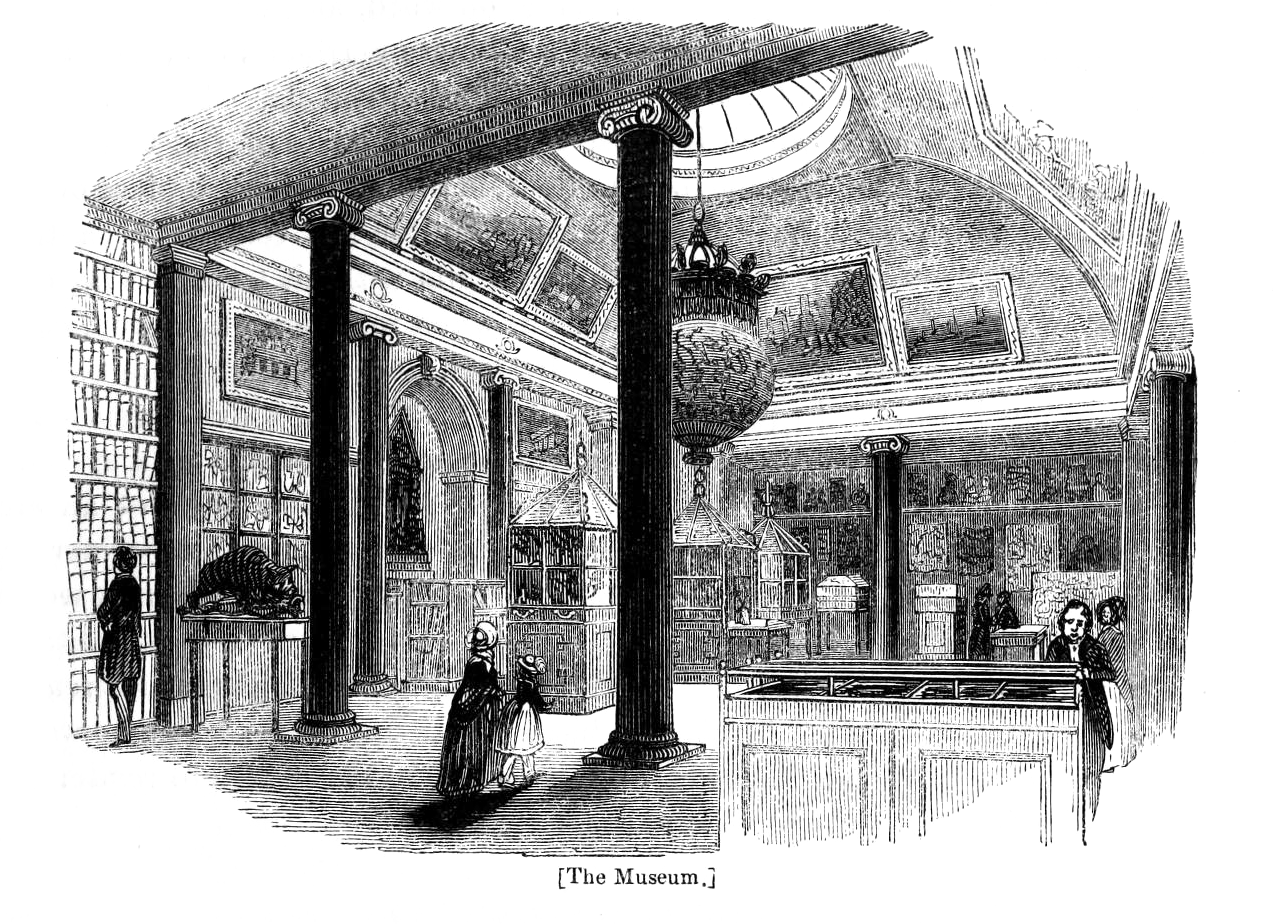
Intérieur de l' en 1841. Le tigre de Tippu est visible à gauche.

Il fait des études de médecine à Philadelphie et exerce durant de nombreuses années à Java. La Compagnie anglaise des Indes orientales prend le contrôle de l’île, jusqu’alors aux mains des Hollandais en 1811. Horsfield commence alors à collecter des plantes et des animaux à la demande de son ami Sir Thomas Stamford Raffles (1781-1826). En 1819, sa mauvaise santé le force à quitter l’île et il devient le gardien, puis le conservateur de l'India Museum (en) au siège de la Compagnie à Londres, sur Leadenhall Street (bâtiment détruit en 1861 et musée disparu en 1879).
De ses voyages, il publie Zoological Researches in Java and the Neighbouring Islands en 1824. Il devient le secrétaire-assistant de la Société zoologique de Londres dès sa fondation en 1826.
Il ne fait cependant pas une carrière très brillante. Ses amis meurent avant de l’avoir parfaitement introduit auprès de la communauté scientifique britannique. Sa formation de naturaliste montrant quelques lacunes, il fait appel à d’autres scientifiques pour l’aider à déterminer ses spécimens, mais ceux-ci font parfois paraître la description des espèces sans toujours l’associer à leurs travaux. Ses récoltes botaniques ont été décrites et étudiées par John Joseph Bennett et Robert Brown.

## Espèces dédiées
De nombreuses espèces lui sont dédiées :
- Un écureuil :
  - Iomys horsfieldii (Waterhouse, 1838) par George Robert Waterhouse (1810-1888).
- Deux chauves-souris :
  - Myotis horsfieldii (Temminck, 1840) par Coenraad Jacob Temminck.
  - Cynopterus horsfieldi Gray, 1843 par John Edward Gray (1800-1875).
- Une musaraigne :
  - Crocidura horsfieldii (Tomes, 1856)
- Une tortue :
  - Testudo horsfieldii Gray, 1844 par John Edward Gray (1800-1875).
- Trois passereaux : 
  - Myophonus horsfieldii Vigors, 1831 par Nicholas Aylward Vigors (1785-1840).
  - Pomatorhinus horsfieldii Sykes, 1832 par William Henry Sykes (1790-1872)
  - Zoothera horsfieldi (Bonaparte, 1857) Charles-Lucien Bonaparte (1803-1857).

En botanique, un genre porte aussi son nom :
- Horsfieldia des Myristicaceae créé par Carl Ludwig Willdenow en 1805.

De même que des espèces comme Begonia horsfieldii.

## Publications
- 1828 : Descriptive catalogue of the lepidopterous insects contained in the Museum of the Honourable East-India Company avec Frederic Moore Texte complet